# چارلز فارل
چارلز فارل (انگلیسی: Charles Farrell؛ ۹ اوت ۱۹۰۱ – ۶ مهٔ ۱۹۹۰) بازیگر اهل ایالات متحده آمریکا بود. از فیلم‌هایی که وی در آن نقش داشته است، می‌توان به جوانان مبارز، سیر در عرش و دختر شهری اشاره کرد.